# Tour Teotista
La Tour Monte Carlo View (Teotista) est une tour située aux Révoires à Monaco. De style postmoderne dessinée par le cabinet Wilmotte & Associés S.A. et construite en collaboration avec Vinci, elle est sise au 8-28 Avenue Hector Otto.

## Usage
La tour est destinée à un usage double, logements et bureaux.